# پنجشنبه فرمان

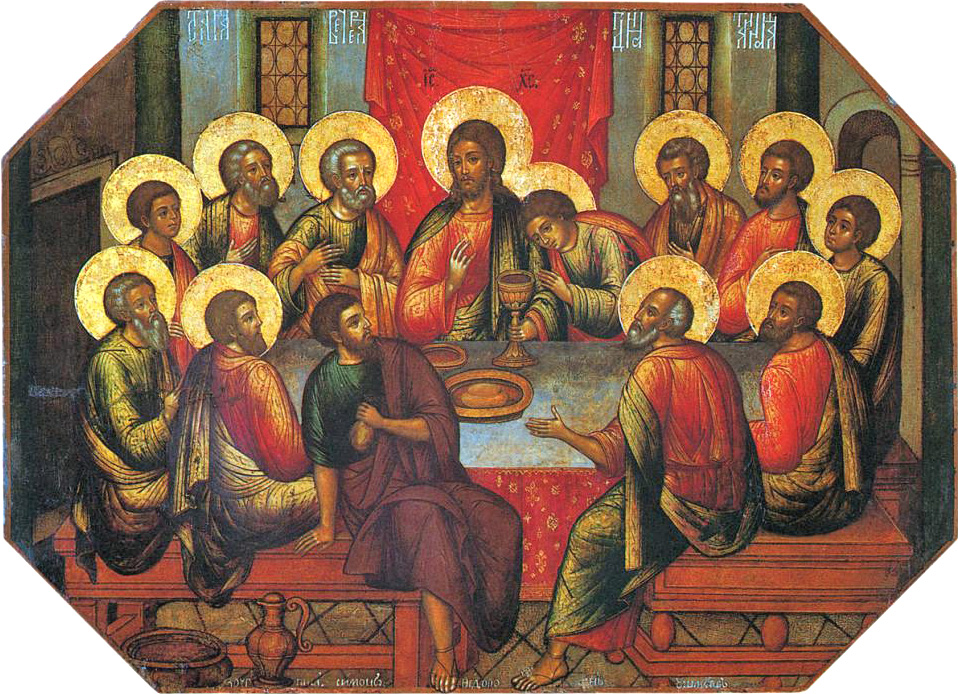
تابلوی «شام اسرارآمیز» از سیمون یوشکوف

پنج‌شنبه فرمان، همچنین به عنوان پنج‌شنبه مقدس، پنج‌شنبه میثاق، پنج‌شنبه بزرگ و مقدس، و پنج‌شنبه اسرارآمیز شناخته می‌شود، جشن مسیحی و به نوعی روز مقدس است. که در پنجشنبه قبل از عید پاک قرار دارد و یادبودی است برای شام آخر عیسی با حواریون همان‌طور که در انجیل‌های اصلی توضیح داده شده‌است. پنج‌شنبه فرمان چهل روز پس از چهارشنبه خاکستر و پیش از جمعه خوب قرار دارد.
این تاریخ همواره بین ۱۹ مارس تا ۲۲ آوریل بوده‌است، اما با توجه به کاربرد تقویم ژولینی یا تقویم گریگوری تاریخ متفاوتی در یک سال برای آن بدست می‌آید و از آنجایی که کلیسای ارتدکس شرقی معمولاً از تقویم ژولینی استفاده می‌کند. این جشن معمولاً در بعدازظهر صورت می‌گیرد که بر اساس سنت یهودی آغاز جمعه است.